# Караї

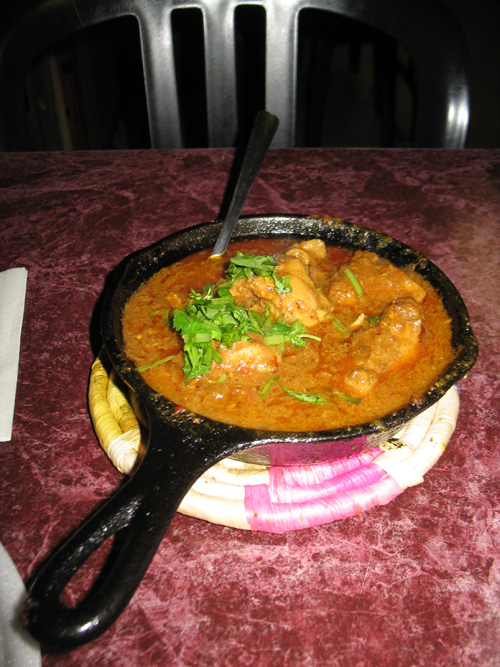
Караї в пакистанській кухні.

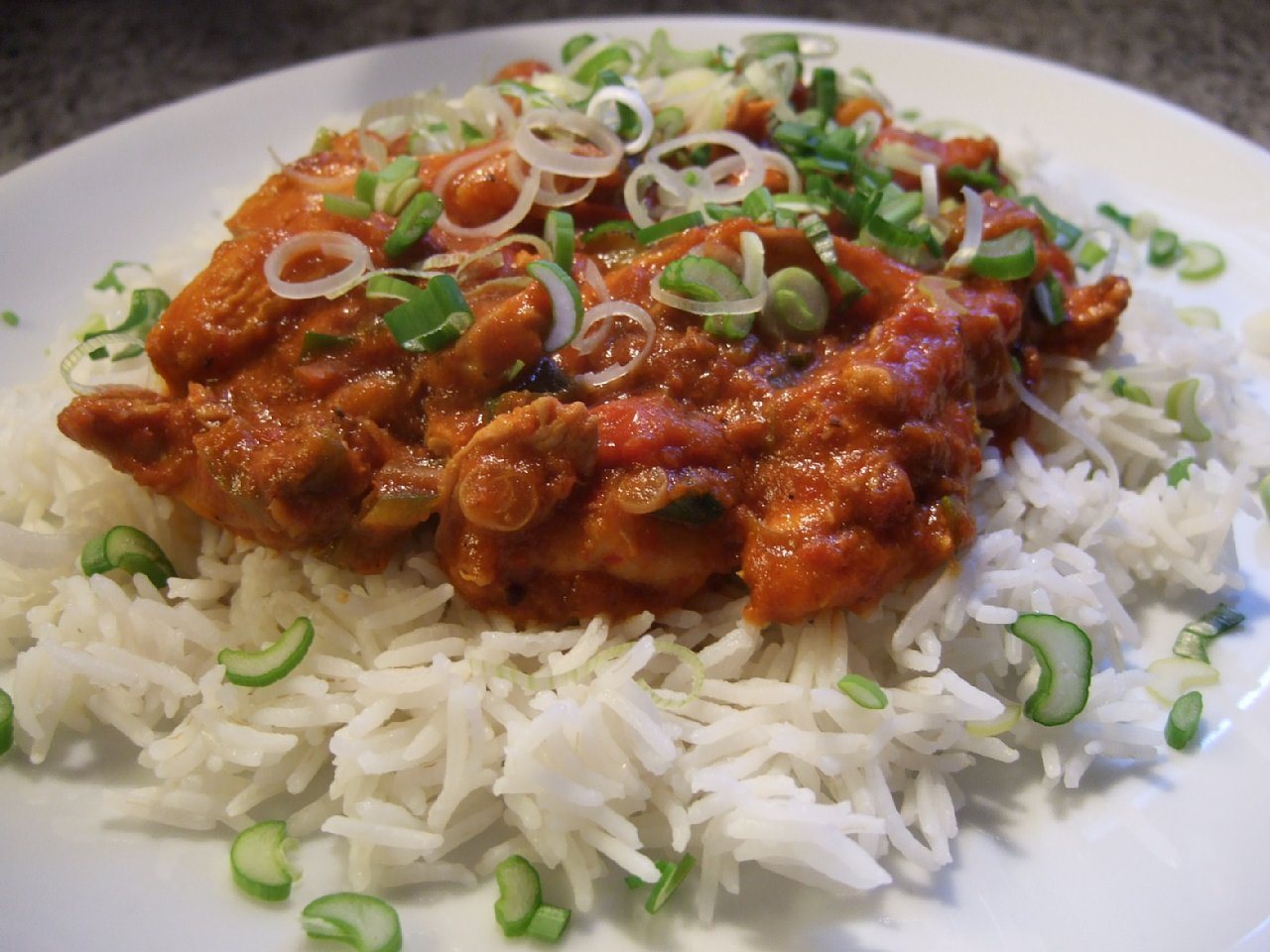
Рис з куркою-кадаї з Делі

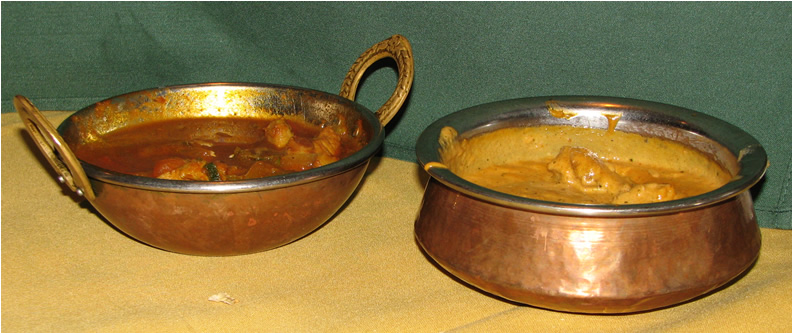
Ганді (праворуч) і мале караї (ліворуч).

Караї (karahi, karai) — товста глибока пательня, що використовується в індійській та пакистанській кухні для приготування м'яса, риби, картоплі, солодощів, жаркого. Традиційно виготовлялася з чавуна, хоча зараз існують варіанти із нержавіючої сталі, міді, з непригарним покриттям.
Страви, що готуються на цій пательні, називаються кадаї (kadai, kadhi, kadahi, kadhai).